# القادر بن ذي النون
القادر بالله يحيى بن ذي النون هو آخر حكام بني ذي النون وآخر أمير مسلمٍ يحكم مدينة طليطلة في الأندلس، خسر طليطلة مرة لبني الأفطس لعشرة أشهر عام 472 هـ ثم استعادها، لكنها عادت فسقطت في عهده بيد ألفونسو السادس ملك ليون وقشتالة ولم يستعدها منذئذ المسلمون قطّ. أعانه ألفونسو بعدئذ على استعادة حكم بلنسية التي كان قد استقل بها نائبه أبو بكر بن عبد العزيز، وقتل أثناء حكمه لها.

## تاريخه

### حكمه لطليطلة
خلف يحيى بن ذى النون المتلقب بالقادر بالله جده المأمون بن ذي النون في حكم طائفة طليطلة في ذي القعدة 467 هـ، وهو ما زال فتى صغير، وكان المأمون قد أوصاه قبيل وفاته، بالأخذ بنصح وزيره ابن الحديدي. ولكن بعد فترة قصيرة، نجح الواشون في الإيقاع بين القادر ووزيره. وفي أوائل المحرم 468 هـ، اغتيل ابن الحديدي بعلم القادر، دون اعتراض منه على ذلك، ومنذ ذلك الحين توالت الثورات ضدَّ القادر.
استغلت الدويلات المجاورة ضعف القادر، فانتزع المقتدر بن هود صاحب سرقسطة مدينة شنت برية، كما استقل أبو بكر بن عبد العزيز نائب القادر على بلنسية بالمدينة. كما حاصر سانشو راميرث ملك أراغون قونقة، فاضطر أهلها لافتدائها بالمال ليفك الحصار. وأمام كل تلك التهديدات، اضطر القادر لطلب عون وحماية ألفونسو السادس ملك قشتالة، فاشترط ألفونسو قدرًا من المال وتسليم عدد من القلاع مقابل ذلك. وفي عام 472 هـ، ثار أهل طليطلة على القادر، ففر إلى وبذة، واستدعى الطليطليون المتوكل بن الأفطس صاحب بطليوس لحكم المدينة. استنجد القادر بألفونسو السادس، فسار معه إلى طليطلة، إلا أن المتوكل فرّ بما استطاع حمله من أموال القادر قبل وصول القادر وحليفه بعد أن حكم طليطلة لنحو 10 أشهر. واستطاع القادر دخول طليطلة بالقوة عام 474 هـ، ونكّل بخصومه.
رغم هذا التعاون بين القادر وألفونسو، إلا أن ألفونسو أمضى الأعوام التالية في غارات متواصلة على أراضي طليطلة، مطمئنًا لعدم وجود قوة قادرة على ردعه، واستطاع انتزاع مدينة قورية من أراضي طليطلة. وفي عام 477 هـ، ضرب ألفونسو الحصار حول طليطلة، فحاول أهل طليطلة مفاوضته على الصلح، فرفض. حاصر ألفونسو المدينة لتسعة أشهر قبل أن تستسلم المدينة، في غرة صفر 478 هـ/26 مايو 1085 م. أما القادر فقد اتفق مع ألفونسو، على مغادرة المدينة بأهله وأمواله على أن يعاونه ألفونسو على الاستيلاء على بلنسية تحت حماية ألفونسو.

### حكمه لبلنسية
وفي شوال 478 هـ، سار القادر إلى بلنسية بصحبة سرية من جنود ألفونسو السادس، وأرسل برسالة لأهلها يطالب فيها بحكم المدينة التي كانت من أملاكه قبل أن يستقل بها ابن عبد العزيز. لم يجد أهل بلنسية مفرًا من قبول مطالب القادر وخلع أبو عمر عثمان بن عبد العزيز من المدينة.
استبد القادر بحكم بلنسية، وعاث الجنود القشتاليون في المدينة، قبل أن يضطر الجنود القشتاليون للانسحاب من المدينة بعد عبور المرابطون إلى الأندلس عام 479 هـ، للمشاركة في القتال المنتظر مع المرابطين، فبدأت شرارة الثورة تشتعل ضد القادر في بلنسية، كما حاول المنذر بن هود صاحب لاردة وطرطوشة استغلال الموقف، وسار نحو بلنسية عام 481 هـ. بعث القادر لحليفه ألفونسو السادس وللمستعين بن هود صاحب سرقسطة خصيم عمه المنذر يستنجد بهما، فأسرع المستعين بصحبة حليفه السيد الكمبيادور بقواتهما إلى بلنسية للاستفادة من الموقف. ولما علم المنذر بتحركهما إلى بلنسية انسحب بقواته. غير أن الكمبيادور لم يرجع بقواته، ونزل بها بأحد ضواحي المدينة. اضطربت بلنسية، واتفق قاضي المدينة أبي جعفر أحمد بن جحاف وبعض أعيان المدينة على مراسلة المرابطين لطرد القادر والكمبيادور من المدينة. ولما اقترب المرابطون من المدينة، ثار أهلها وقتلوا القادر، وطيف برأسه في المدينة في 23 رمضان 485 هـ. وفي اليوم التالي، اختارت الجماعة ابن جحاف حاكمًا للمدينة.